# Walter Custer

Walter Custer (ca. 1975)

Walter Werner Custer (* 21. September 1909 in Rapperswil; † 23. Mai 1992 in Zürich) war ein Schweizer Architekt und Planer. Als Hochschullehrer an der ETH Zürich hat er von 1960 bis 1980 Raumplanung gelehrt – anhand schweizerischer Fragestellungen und solcher der Entwicklungszusammenarbeit.

## Ausbildung und Karriere
Walter Custer studierte ab 1929 an der ETH Zürich und an der Technischen Hochschule zu Berlin (bei Hans Poelzig). Sein Diplom erwarb er 1935 an der ETH bei Otto R. Salvisberg. Nach Mitarbeit in verschiedenen Büros, u. a. bei Werner Max Moser und bei Alvar Aalto, war er ab 1940 in Zürich tätig. Custer, dessen Interesse bereits in den 1930er Jahren der im Aufbau begriffenen Landes- und Regionalplanung galt, und zwar der Entwicklung benachteiligter Gebiete, erarbeitete 1943 bis 1947 im Büro für Regionalplanung des Kantonalen Hochbauamtes eine Vielzahl von Berichten und Studien. Zusätzlich war er 1946 bis 1949 in der Schweizerischen Vereinigung für Landesplanung (VLP) tätig. 
Sein Augenmerk lag in der Schweiz hauptsächlich auf den abgelegenen Berggebieten, international auf der Entwicklungszusammenarbeit. 1948 bis 1951 gab es verschiedene Arbeitsaufenthalte in der Dritten Welt, vorwiegend auf dem Indischen Subkontinent (Nepal, Indien und Ceylon). 1955 war er an der Gründung des Schweizerischen Hilfswerkes für aussereuropäische Gebiete (der späteren Helvetas) beteiligt und war 1956 bis 1974 in deren Zentralvorstand.
Anfang der 1950er Jahre gründete er sein eigenes Büro für Architektur und Planung. Nachdem diese Aufgabe auch als Lehrfach als immer drängender erkannt wurde, wurde Custer 1958 als Lehrbeauftragter für Planung an den Lehrstuhl von Werner Max Moser der ETH bestellt, bevor er 1960 zum ersten Professor (apl.) für dieses Fach berufen wurde, seit 1971 bis zur Emeritierung 1980 war er dessen Ordinarius. In den 1960er Jahren baute er an der Hochschule zusammen mit anderen das Institut für Orts-, Regional- und Landesplanung (ORL) auf und initiierte gemeinsam mit Bruno Fritsch das Interdisziplinäre Nachdiplomstudium über Probleme der Entwicklungsländer. Insgesamt war Custers Ansatz als engagierter Hochschullehrer stark methodologisch geprägt, auf Interdisziplinarität, Projekt- und Problemorientierung ausgerichtet.
Sein architektonisches Werk besteht aus einem knappen Dutzend Bauten, die grossteils auch in Fachzeitschriften publiziert wurden und oft gemeinsam mit Kollegen geplant wurden. Für die Fassade der Maschinenfabrik Heberlein erhielt er den Reynolds Memorial Award des American Institute of Architects.

## Werke (Auswahl)
Gebäudeplanungen
- Physik-Institut, Technikum Winterthur, 1957–1958 (mit Hans Suter)
- Primarschule mit Kindergarten Neubühl, Zürich 1958–1960
- Primarschule Burgerau, Erweiterung, Rapperswil 1959–1960 (mit Hans Zangger)
- Reparaturwerkstadt ERZ, Zürich 1959–1962
- Siedlung Thurmatthof, Stans 1965–1976 (mit Arnold Stöckli)
- Rechenzentrum ETH, Zürich 1968–1971
- Maschinenfabrik Heberlein, Wattwil 1969–1970 (mit Fred Hochstrasser und Hans Bleiker)

## Belege
1. ↑  Paul Dubach: Prof. Walter Custer zum 65. Geburtstag. In: Schweizerische Bauzeitung. Band 92, Nr. 42, 1974, S. 976, doi:10.5169/seals-72496.

| Personendaten    | Personendaten         |
| ---------------- | --------------------- |
| NAME             | Custer, Walter        |
| ALTERNATIVNAMEN  | Custer, Walter Werner |
| KURZBESCHREIBUNG | Schweizer Architekt   |
| GEBURTSDATUM     | 21. September 1909    |
| GEBURTSORT       | Rapperswil            |
| STERBEDATUM      | 23. Mai 1992          |
| STERBEORT        | Zürich                |